# غارونيات
الغارونيات (الاسم العلمي: Laurineae) هي رتيبة من النباتات تتبع رتبة الغاريات من طبقة الماغنولاوايات.

## فصائل
- الغارية